# Филиппов, Василий Рудольфович
Василий Рудольфович Филиппов (род. 1 сентября 1957, Петрозаводск) — российский этнолог, доктор исторических наук, ведущий научный сотрудник Института Африки РАН.

## Биография
Родился 1 сентября 1957 года в Петрозаводске, Карелия. В 1981 году окончил исторический факультет Московского государственного университета (МГУ).
В 1981—1985 годах работал в Музее истории потребительской кооперации заведующим научно-исследовательским отделом и на факультете зарубежных кооператоров Московского кооперативного института (ныне Российский университет кооперации) преподавателем-переводчиком.
В 1989 году окончил аспирантуру при Институт этнографии имени Н. Н. Миклухо-Маклая. В 1991 году защитил диссертацию «Влияние социально-демографических факторов на структуру и выраженность этнического самосознания» и получил учёную степень кандидата исторических наук.
В 1986—1998 года работал на кафедре этнологии исторического факультета МГУ, занимал должности старшего лаборанта, младшего научного сотрудника, научного сотрудника и старшего научного сотрудника.
С 1998 года работает в Институте Африки РАН, является заведующим сектором региональных исследований России Центра цивилизационных и региональных исследований, ведущим научным сотрудником Центра изучения стран тропической Африки.
В 2003 защитил диссертацию «Этничность в концепциях российского федерализма» и получил учёную степень доктора исторических наук.
Владеет французским языком.

## Научная деятельность
Область научных интересов — этнические аспекты федерализма и региональной политики; юридическая антропология, этнические процессы в мегаполисах; этнополитология; этносоциология; конфликтология.
Автор более 200 научных статей и 10 монографий (из них 5 в соавторстве).
Занимался полевыми исследованиями в регионах России, в Азербайджане и на Гваделупе.